# Julius Wilhelm Gintl
Julius Wilhelm Gintl (Praag, 12 november 1804 – aldaar, 22 december 1883) was een Oostenrijks natuurkundige en ingenieur. Zijn inbreng in de aanleg van het Oostenrijkse telegrafienetwerk was doorslaggevend voor het slagen ervan.

## Biografie
Gintl studeerde in Praag en Wenen. Hij was rond 1831 buitengewoon professor in Wenen en vanaf 1836 gewoon professor in de natuurkunde en toegepaste wiskunde aan de Universiteit van Graz, waar hij in 1846 ook de leerstoel van natuurgeschiedenis bezette. In 1847 deed men een beroep op Gintl om als kaiserlich-königlich telegrafie-bouwinspecteur in Wenen de aanleg en inrichting te leiden van de eerste Oostenrijkse telegrafielijnen. Hij werd in 1850 tot telegrafiedirecteur bij de Generaldirection der kommunikationen voor Oostenrijk benoemd. In deze functie was hij de drijvende kracht achter de ontwikkeling van de Oostenrijkse telecommunicatie.
In 1849 ontwikkelde hij een mobiel telegraafapparaat die in spoorwegtreinen gebruikt kon worden. In 1853 bouwde hij een telegraaf op basis van een galvanisch element. Daarna onderzocht hij de technische mogelijkheden om op dezelfde telegrafielijn in beide richtingen en tegelijkertijd een bericht te versturen. Een technologie die bekendstaat als de "duplex-telegraaf". Hiervoor kreeg hij op de Wereldtentoonstelling van 1855 in Parijs een gouden eremedaille. Nadien was hij lid van de keizerlijke Academie der Wetenschap te Wenen.
De door hem ontwikkelde duplexmethode zou door de Amerikaan Joseph B. Stearns verder verbeterd worden tot een economisch rendabel product, en door Thomas Edison gebruikt worden als basis in diens uitvinding van de quadruplex-telegraaf.